# Antonia Campi
Antonia Campi, född Miklasiewicz 10 december 1773 i Lublin, död 1 oktober 1822 i München, var en polsk sångerska. 
Campi utnämndes knappt femtonårig till kunglig polsk kammarsångerska och utmärkte sig från 1791 på operascenen i Prag, Wien samt tyska storstäder, särskilt i Wolfgang Amadeus Mozarts operor, varjämte hon sjöng Gioacchino Rossini med ovanlig glans. Hennes röst omfattade icke mindre än tre oktaver, g–f³. I sitt äktenskap hade hon sjutton barn, däribland fyra par tvillingar och en trillinggrupp.